# Justus Ehrenreich Sello
Justus Ehrenreich Sello (baptisé le 14 septembre 1758 à Berlin, mort le 8 mars 1818 dans la même ville) est un jardinier allemand.

## Biographie
Justus Ehrenreich Sello est issu du premier mariage d'Ehrenreich Wilhelm Sello (de), jardinier du roi, avec Anna Magdalena Seiler (morte en 1766).
Comme son frère aîné Wilhelm, il apprend le métier de jardinier et succède à la mort de son père en 1795 devenant la troisième génération de jardinier du Großer Tiergarten. Son grand-père Johann Justus Sello (de) avait conçu la zone avec Georg Wenzeslaus von Knobelsdorff pour en faire un parc de loisirs baroque. Justus Ehrenreich Sello transforme une partie du Tiergarten en un jardin paysager sentimental et crée, entre autres, à partir de 1792, le "nouveau lot" riche en eau dont l'île Rousseau.
Après sa mort, le 27 avril 1819, Karl Friedrich Simon Fintelmann (1775–1837) lui succède, inaugurant la dynastie Fintelmann (de).